# Punch Powertrain
Punch Powertrain è un'azienda belga con sede a Sint-Truiden. I prodotti sviluppati e costruiti sono nell'ambito automotive come trasmissioni, cambi per autoveicoli, in particolare cambi automatici CVT per veicoli ibridi ed elettrici. Venne anche sviluppata una trasmissione Direct-Shift Gearbox (DCT).

## Storia
Punch Powertrain venne fondata nel 1972 come DAF Produktie Sint-Truiden N.V.. La società divenne nota per lo sviluppo del Variomatic. Dal 1975 al 1997 fu gestita dalla Volvo e successivamente fino al 2005 dalla ZF Friedrichshafen. Nel 2006 venne comprata dalla Punch International di Guido Dumarey. Dal 2016 Punch Powertrain fa parte della cinese Yinyi Group.

## Sedi
- Sint-Truiden, Belgio (sede centrale)
- Eindhoven, Paesi Bassi (Punch Powertrain Nederland B.V., ricerca e sviluppo, Drive Train Innovations)
- Nanchino, Cina (dal 2008)
- Flechtorf, Germania (sviluppo, dal 2017, TEG Technische Entwicklungs GmbH)
- Clermont-Ferrand, Francia
- Monaco di Baviera, Germania (APOJEE GmbH)
- Torino, Italia[6]